# Río Tiwanaku
El río Tiwanaku (asimismo denominado Tiwanacu) o río Wakira (en aimara hispanizado, Cuaquira, Guaquira) es un río boliviano, que transcurre al sureste del lago Titicaca, en el departamento de La Paz, provincia de Ingavi, a través de los municipios de Guaqui y Tiahuanaco, y en la provincia Los Andes, por el municipio de Laja. Posteriormente, el río desemboca en el lago Wiñaymarca, como se denomina a la porción sur del lago Titicaca, al norte de Guaqui (Waki), y en cercanías de los pueblos de Jawira Pampa y Uma Marka. En su recorrido por la vertiente sur de la Cordillera de Taraco, el río fluye de forma aledaña al  sitio arqueológico de Tiwanaku.
Algunos de sus afluentes orientales son el río Ch'alla Jawira («río de arena»), al igual que el río Ch'amaka Jawira («río oscuro»). Kunturiri, Allqamari y Jaru Uma son sus afluentes hacia el occidente.

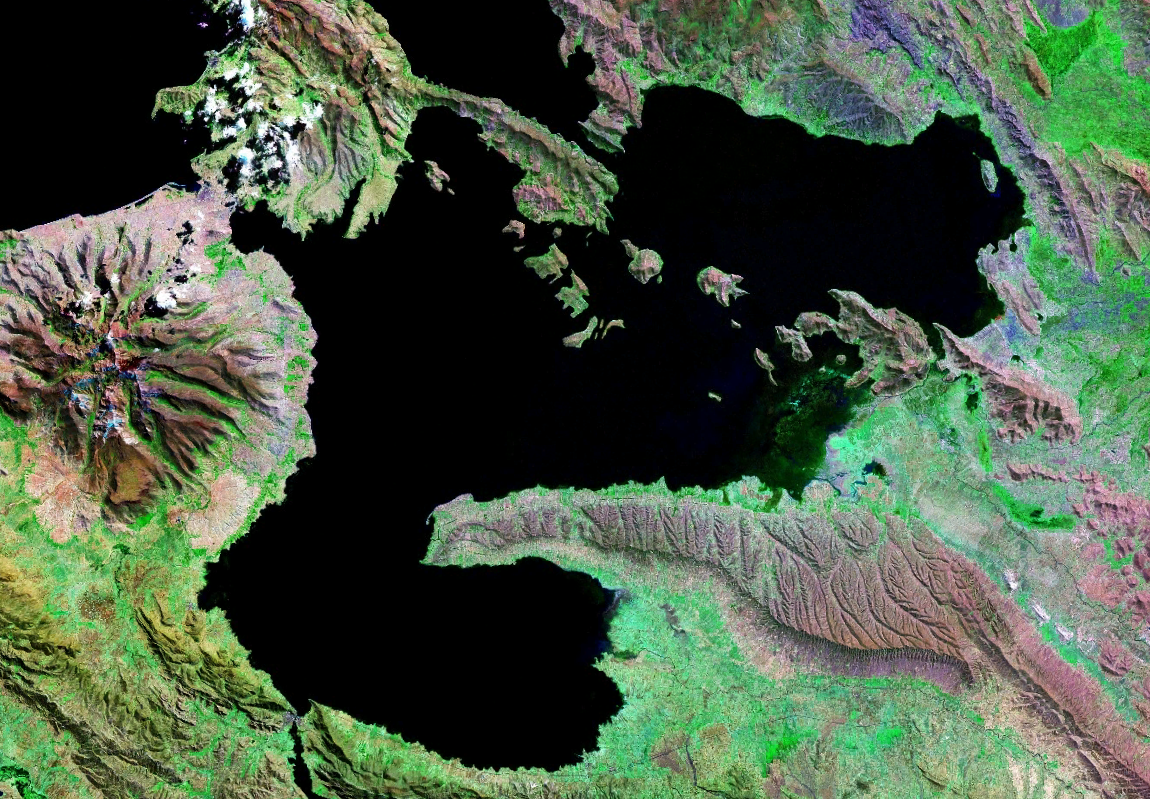
Península de Taraco en Wiñaymarka. El río Tiwanaku es visible al sur de la cordillera de Taraco. (foto satelital)